# Маштеровский, Вацлав
Вацлав Маштеровский из Йизбице (чеш. Václav Maštěrovský z Jizbice; умер 21 июня 1621, Прага, Чешское королевство) — пражский мещанин, член городского совета Нове-Места. Примкнул к антигабсбургскому восстанию 1618 года, а после поражения был приговорён к смерти за измену, оскорбление величества и подстрекательство народа к мятежу. Известно, что главной причиной смертного приговора для Маштеровского стало разграбление наёмниками из повстанческой армии иезуитского коллегиума Клементины, которому он, будучи администратором коллегиума, не препятствовал. Маштеровский был казнён 21 июня 1621 года на Староместской площади вместе с 26 своими товарищами. Очерёдность зависела от социального положения осуждённых (сначала паны, потом рыцари, потом мещане), и Маштеровский стал 22-м: его очередь наступила после повешения трёх чешских братьев. Увидев, что его дядя Ян Теодор Сикст из Оттерсдорфа помилован, Маштеровский, по-видимому, решил, что такой исход возможен и для него самого. Тем не менее ему отрубили голову.
Имя Вацлава Маштеровского выбито на мемориальной доске, которую установили на стене Староместской ратуши. О казни его и товарищей напоминают кресты на брусчатке на Староместской площади.